# Faramea brachysiphon
Faramea brachysiphon är en måreväxtart som beskrevs av Paul Carpenter Standley. Faramea brachysiphon ingår i släktet Faramea och familjen måreväxter. Inga underarter finns listade i Catalogue of Life.